# Santa María de Rapa Nui
Santa María de Rapa Nui o Santa María, Madre de Rapa Nui es una advocación mariana de la Iglesia católica en la isla de Pascua (perteneciente a Chile). La imagen de Santa María de Rapa Nui se encuentra en la Iglesia o Parroquia de la Santa Cruz en Hanga Roa, capital de la isla.

## Historia
La figura es realizada en mayo de 1970, tallada por los artesanos León Tuki Hey y su sobrino Benedicto Tuki Tepano, originarios de Rapa Nui, siendo considerada la primera escultura cristiana realizada en la isla. A ésta le siguieron otras imágenes como el llamado Cristo de Rapa Nui (que representa el sincretismo entre la mitología pascuense y la religión católica), San Miguel Arcángel, el Sagrado Corazón de Jesús, etc. Por esta razón, Santa María de Rapa Nui es considerada popularmente como la santa patrona de la isla de Pascua.

## Imagen
La imagen de Santa María de Rapa Nui fue tallada en un tronco de miro Tahití. Su postura y proporciones imita a los moái y su rostro a Make-Make suprema divinidad de los pascuenses. Los pliegues del manto parecen alas y en su cabeza lleva una corona de conchas rematada por la figura de un ave manutara. La imagen lleva al Niño Jesús en su brazo izquierdo. Sus ojos están confeccionados con concha de pez con pupilas de obsidiana, proyectando todo su mana o poder espiritual sobre el pueblo polinesio de Rapa Nui. La Virgen, pues representa el sincretismo religioso entre las creencias ancestrales de la isla y la Iglesia católica, llevada por los europeos.